# David K. Backus
David King Backus (abril de 1953 - 12 de junio de 2016) fue un economista estadounidense especializado en economía financiera y macroeconomía internacional.
Estudió en el Hamilton College, donde se graduó en 1975. Se doctoró en la Universidad de Yale en 1981. Enseñó en la Queen's University y la Universidad de Columbia Británica, y trabajó en el Banco de la Reserva Federal de Mineápolis. Luego, fue profesor Heinz Riehl de la Escuela de Negocios Stern de la Universidad de Nueva York.
Backus realizó varias contribuciones significativas a la macroeconomía y las finanzas, incluido el modelo del ciclo económico internacional, con Patrick J. Kehoe y Finn Kydland, y la identificación del rompecabezas Backus-Kehoe-Kydland, la observación de que el consumo está mucho menos correlacionado entre los países que su producción.
Murió de leucemia en la ciudad de Nueva York el 12 de junio de 2016.